# Фахдорф
Фахдорф (нім. Vachdorf) — громада в Німеччині, розташована в землі Тюрингія. Входить до складу району Шмалькальден-Майнінген. Складова частина об'єднання громад Дольмар-Зальцбрюкке.
Площа — 15,90 км2. Населення становить 744 ос. (станом на 31 грудня 2021).

## Галерея

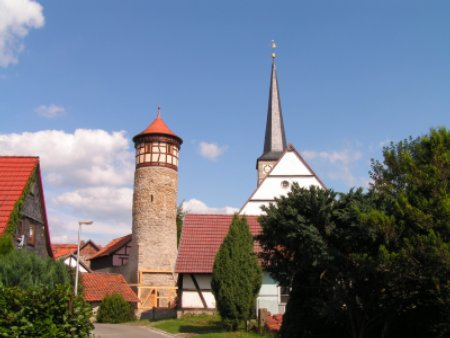
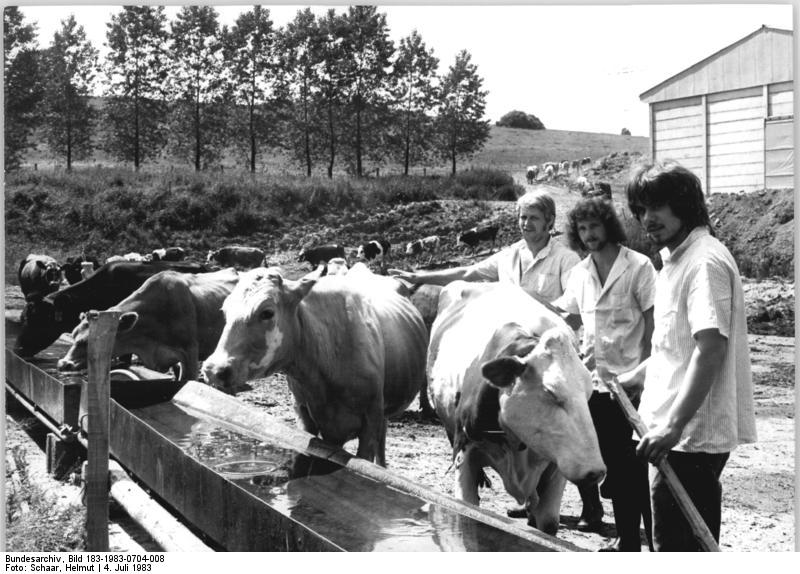
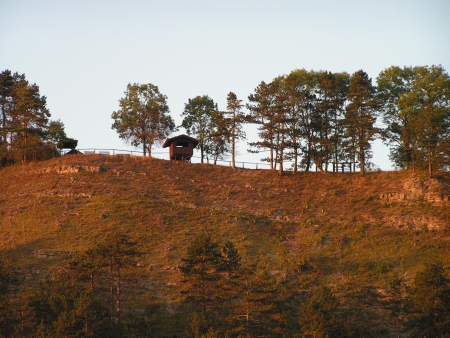